# Aaadonta constricta
Aaadonta constricta, vrsta puža uz porodice Endodontidae saotoka Palau. Javljaju se tri podvrste (ssp), babelthuapi, constricta i komakanensis.
Ova vrsta kao i ostale vrste roda Aaadonta je ugrožena, a nisu ni zakonski zaštićene.